# Tania Doris
Dolores Cano Barón (València, 1952), coneguda amb el nom artístic de Tania Doris, és una vedet de revista, descoberta per l'empresari Matias Colsada (va ser ell qui li posà el nom artístic) i cap de cartell del teatre Apol·lo de Barcelona, durant més de vint anys.

## Trajectòria professional

### vedet
- 1969. ¡Esta noche...sí! Teatre Apol·lo, Barcelona.
- 1970. Una rubia peligrosa. Teatre Apol·lo, Barcelona.
- 1972. Venus de fuego. Teatre Apol·lo, de Barcelona.
- 1974. Yo soy la tentación. Teatre Apol·lo, de Barcelona.
- 1979. Seductora. Teatre Apol·lo, de Barcelona.
- 1980. La dulce viuda. Teatre Apol·lo, Barcelona.
- 1984. Deseada. Teatre Apol·lo, Barcelona.
- 1993. Taxi, al Apolo. Teatre Apol·lo, Barcelona.

### cinema
- 1984. Las alegres chicas de Colsada. Director: Rafael Gil